# Лестер Сіті
Лестер Сіті (англ. Leicester City Football Club) — професійний англійський футбольний клуб з міста Лестер (графство Лестершир). Чемпіон Англії сезону 2015/16, володар Кубку Англії сезону 2020/21, тричі вигравав Кубок Футбольної ліги та двічі Суперкубок Англії. Домашні ігри проводить на стадіоні «Кінґ Павер». Традиційне серед уболівальників прізвисько клубу — «лисиці».
Клуб був заснований в 1884 році як «Лестер Фосс». Вперше здобув право грати в найвищому дивізіоні Англії в 1908 році. До першого чемпіонства найвищим досягненням було друге місце в сезоні 1928/29. Сім разів перемагав у другому за рівнем дивізіоні країни. Цей рекорд «Лестер» ділить з «Манчестер Сіті». У сезоні 2015/16 команда здобула чемпіонство в Прем'єр-лізі під керівництвом Клаудіо Раньєрі. Букмекерські контори перед стартом чемпіонату приймали ставки на чемпіонство «Лестера» з коефіцієнтом 5000, тобто математично ймовірність чемпіонства оцінювалася як мізерно мала.
У клубі «Лестер Сіті» починав свою кар'єру Гарі Лінекер і з 24 голами був найрезультативнішим бомбардиром чемпіонату Англії 1984/85 (разом з Керрі Діксоном), воротар Гордон Бенкс виграв перший Кубок Ліги команди в 1964 році та в складі збірної Англії став чемпіоном світу 1966 року, Джеймі Варді побив 13-річний рекорд Руда ван Ністелроя забивши в 11 матчах поспіль 13 голів, а Вес Морган став третім в історії чемпіонів АПЛ, хто відіграв повністю всі матчі в сезоні.

## Історія

### Заснування

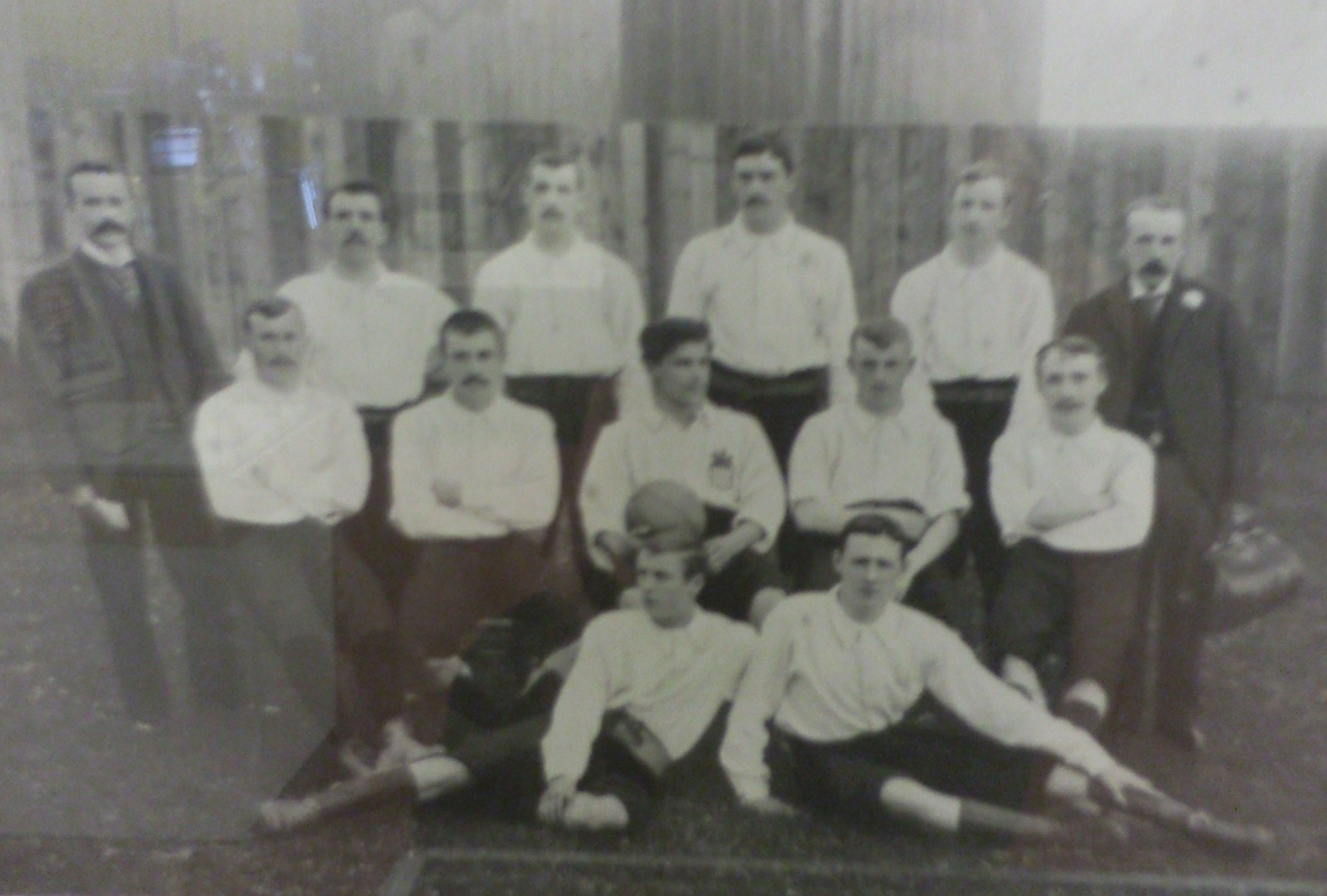
Лестер Фосс (1892 рік)

Футбольний клуб був сформований в 1884 році групою старих вігестонів і членів біблійного класу в старій церкві Емануїла на Нью-Парк-стріт. Перша назва команди була «Лестер Фосс», а вже в 1890 році клуб приєднався до Футбольної асоціації. Оскільки футбол в той час почав стрімко розвиватися по всій країні, як окремий вид спорту робітничого класу, і тому незабаром в Лестерширі футбол почав конкурувати з цінами, які пропонували вже створені клуби з крикету або регбі.
Перед тим як переїхати до «Філберт Стріт» в 1891 році, клуб проводив свої ігри в п'яти різних місцях, включаючи парк Вікторія, який розташовувався в південно-східній частині міста, поле для крикету на вулиці Белгрейв та майданчики для велосипедів. Також, в 1891 році клуб приєднався до «Ліги Мідленд», а три роки по тому, в 1894, «Лестер» став членом Другого дивізіону Футбольної ліги. В першому офіційному матчі клуб поступився «Грімсбі Таун» з рахунком 4:3, а першу перемогу здобув на наступному тижні в матчі проти «Ротергем Юнайтед». У тому ж сезоні команда отримала перемогу, яка стала найрезультативнішою за всю історію існування клубу, обігравши у відбірковому раунді Кубка Англії «Ноттс Олімпік» з рахунком 13:0. У 1908 році «Лестер Фосс» вийшов до Першого дивізіону Футбольної ліги (вищий дивізіон англійського футболу), але не зумів в ньому закріпитися, закінчивши сезон 1908/09 на останній 20-й сходинці та програвши протягом сезону клубу «Ноттінгем Форест» з рахунком 12:0 (рекордна поразка в історії клубу).
У 1919 році, коли футбол в Англії відновився після закінчення Першої світової війни, «Лестер Фосс» відчув фінансові складнощі та в результаті остаточно розорився і на основі розваленої команди був створений «Лестер Сіті», що збіглося з отриманням Лестера статусу міста-сіті в тому ж році. Нове ім'я принесло нові досягнення. В цей період в складі команди виступав її найкращий бомбардир Артур Чендлер, на рахунку якого 273 м'ячі (рекорд досі не побитий). У 1925 році був зафіксований ще один рекорд клубу: капітан команди Джон Дункан в матчі чемпіонату проти «Порт Вейл» забив 6 безмовних м'ячів, а сама гра закінчилася з рахунком 7:0. У той же проміжок часу з'явився й антирекорд: на матч «Лестер Сіті» проти «Стокпорт Каунті», який проходив в місті Манчестер на легендарному стадіоні «Олд Траффорд», прийшло всього 13 глядачів. Найвище досягнення клубу довелося також на міжвоєнну добу: «Лестер» завоював срібні медалі Першого дивізіону сезону 1928/29. До кінця 1940-х років клуб виступав нестабільно, періодично вибуваючи у Другій дивізіон і повертаючись.

### Друга половина XX століття

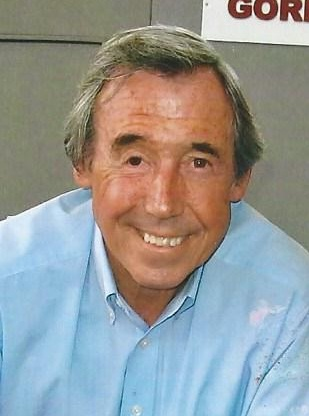
Гордон Бенкс виграв перший Кубок Ліги «Лестера» і в складі збірної Англії став чемпіоном світу 1966 року

В 1949 році «Лестер Сіті» вперше дійшов до фіналу Кубку Англії, та зазнав поразки в тому матчі проти команди «Вулвергемптон» з рахунком 1:3. Однак, вже на наступному тижні команда святкувала нічию здобуту в останньому турі сезону, яка врятувала їх від вильоту з Другого дивізіону. У 1954 році команда виграла Другий дивізіон, але через один сезон знову повернулася в нього. У сезоні 1956/57 році «Лестер Сіті» знову виграв Другий дивізіон, набравши 61 очко і забивши 109 голів, а нападник Артур Роулі забив в цьому сезоні 44 голи (клубний рекорд).
Під керівництвом Метта Джілліса та його асистента Берта Джонсона, «Лестер» двічі брав участь у фіналі Кубку Англії, але в обох випадках, як в 1961, так і в 1963 роках, поступився своїм опонентам. Таким чином, поразка в 1961 чемпіону Англії «Тоттенгему», принесла можливість «Лестеру» випробувати свої сили на європейській арені й клуб відкрив свою європейську сторінку в історії, взявши участь в розіграші Кубка володарів кубків, однак дорогу їм перегородив мадридський «Атлетіко», якому вдалося переграти «лисиць». В сезоні 1962/63 клуб очолював першу сходинку в Першому дивізіоні протягом зими. Завдяки сенсаційному прориву та майстерній грі за тяжких погодних умов вони дістали прізвисько «Королі Льоду» і в остаточному підсумку посіли четверту позицію в турнірній таблиці, здобувши найвище досягнення в післявоєнний час. Джілліс привів «Лестер» до перемоги в змаганні за Кубок Футбольної ліги в 1964 році, де лисиці змогли обіграти у фіналі «Сток Сіті» з рахунком 4:3. Команда дійшла до фіналу цього турніру і наступного року, але поступилася з рахунком 2:3 лондонському «Челсі». Завдяки останнім успіхам команди, тактика Джелліса та Джонсона отримувала багато позитивних відгуків, але невдовзі після невдалого старту сезону, Метт Джілліс подав у відставку в листопаді 1968. Його наступник Френк О'Феррелл не зміг перешкодити вильоту «Лестер Сіті» в нижчий дивізіон, але клуб спромігся дійти до фіналу Кубку Англії, але поступився «Манчестер Сіті» 0:1.
В 1971 році «Лестеру» вдалося повернутися в Перший дивізіон та, навіть, переміг в боротьбі за Суперкубок Англії проти «Ліверпуля» з мінімальним рахунком 1:0. В новому сезоні команду очолив Джиммі Блумфілд, який зміг втримати займану позицію. У 1974 році «Лестер Сіті» дійшов до півфіналу Кубка Англії, але не зміг пройти далі, а в 1978 році знову покинув еліту англійського футболу, опинившись у Другому дивізіоні. Протягом 1980-х років клуб то повертався в Перший дивізіон, то вилітав назад, і іноді доходив до високих стадій в розіграшах Кубків.
Новий розквіт команди припав на середину 1990-х років, коли в 1996 році посаду головного тренера обійняв спеціаліст з Північної Ірландії Мартін О'Нілл. Йому вдалося не тільки повернути «Лестер Сіті» в Прем'єр-лігу, але і зміцнитися в ній, зайнявши до кінця чемпіонату місце у верхній частині турнірної таблиці. У 1997 році «лисиці» вдруге у своїй історії виграли Кубок Футбольної ліги, обігравши в переграванні фіналу «Мідлсбро». У тому ж сезоні «Лестер» знову (36 років потому) зіграв в Кубку володарів кубків, але команду переграв той же самий мадридський «Атлетіко». В кінці 1990-х «Лестер Сіті» в черговий раз дійшов до фіналу Кубка Футбольної ліги, але поступився лондонському «Тоттенгему».
У наступному розіграші трофею команда О'Нілла, хоч і не без зусиль, подолала всі раунди й вийшла у фінал. 27 лютого 2000 року у вирішальному матчі на «Уемблі» проти клубу «Транмер Роверз» рахунок у першому таймі відкрив шотландський захисник «Лестера» Метт Елліотт. На 78-й хвилині нападник «бродяг» Девід Келлі вирівняв положення, проте нічийний результат протримався всього три хвилини — той же Елліотт, визнаний кращим гравцем зустрічі, поставив крапку в матчі за дев'ять хвилин до кінця основного часу. «Лестер» став триразовим володарем трофея.

### Початок XXI століття
У 2001 році на посаду головного тренера було запрошено колишнього наставника молодіжної збірної Англії Пітера Тейлора. Після цього клуб розпочав своє падіння. Так, 28 вересня 2000 року, у гостьовому матчі-відповіді «Лестер» поступився сербській команді з Белграда — «Црвені Звезді» — з рахунком 1:3 за путівку до другого раунду Кубку УЄФА. Команда розпочала старт сезону досить потужно, зберігаючи восени протягом двох тижнів місце в єврокубках. Але з часом провалилася в багатьох зустрічах та під кінець сезону опинилася на 13-й сходинці. Тейлор був звільнений після провального сезону 2001/02, та на його місце прийшов Дейв Бассетт разом зі своїм асистентом Мікі Адамсом. Їм вдалося повернути команді впевненість, а у 2003 році клуб придбав Гарі Лінекер, який приніс «Лестеру» фінансову стабільність. Перед стартом сезону 2002/03, «Лестер» переїжджає до нового стадіону «Волкерс Стедіум», який вміщує в собі 32,500 глядачів. Так закінчилась 111 річна історія «Філберт Стріт». В сезоні 2003/04 в Прем'єр-лізі «Лестер» ґрунтовно зміцнився, купивши велику кількість гравців. Але залишитися на вершині не вдалося, і «лисиці» покинули вищий дивізіон англійського футболу. Після цього клуб знову змінив головного тренера, але і це не врятувало клуб від подальшого спаду. У 2008 році «Лестер Сіті» виявився в Першій лізі (третьому дивізіоні).

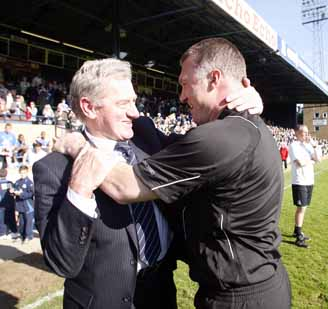
Пірсон та Мандаріч після взяття Першої футбольної ліги.

20 червня 2008 року менеджером «Лестер Сіті» було призначено Найджела Пірсона. За два роки у клубі Пірсон виграв Першу лігу, набравши з командою 96 очок, а у першому сезоні в Чемпіоншипі досягнув неочікуваного 5-го місця, що дало «Лестеру» можливість зіграти у плей-оф за право виходу у Прем'єр-лігу. «Лестер» програв півфінал плей-оф «Кардіффу», після чого Пірсона через проблеми з керівництвом клубу замінив Паулу Соза.
У серпні 2010 року, відповідно до укладеної трирічної угоди зі спонсорства футболок з групою King Power Group, що займається дьюті-фрі, Мілан Мандаріч продав клуб тайському консорціуму Asian Football Investments (AFI). Мандаріч, як один з інвесторів в AFI, залишився головою клубу. 1 жовтня 2010 після провального початку сезону, тільки з однією перемогою в 9 матчах, тренер клубу Пауло Соза був звільнений клубом. Два дні потому, Свен-Йоран Ерікссон був призначений на його місце, підписавши дворічний контракт з клубом. Пізніше, 29 листопада 2010 року Мілан Мандаріч погодився купити «Шеффілд Венсдей». Покупка була завершена після позачергових загальних зборів акціонерів клубу 14 грудня 2010 року. Мандаріч пішов з поста голови «Лестер Сіті» і повноцінним власником клубу став Вішаї Шрівадданапрабха.
За підсумками сезону 2013/14 «Лестер», який виступав у другому за силою дивізіоні чемпіонату Англії — Чемпіоншипі — за шість турів до кінця турніру гарантував собі повернення в Прем'єр-лігу. У наступному сезоні, який команда провела під керівництвом свого колишнього наставника Найджела Пірсона, команді вдалося уникнути вильоту з Прем'єр-ліги, видавши на фініші турніру безпрограшну серію з восьми матчів, щоб створити сенсацію європейського футболу.

### Чемпіонство в сезоні 2015/16

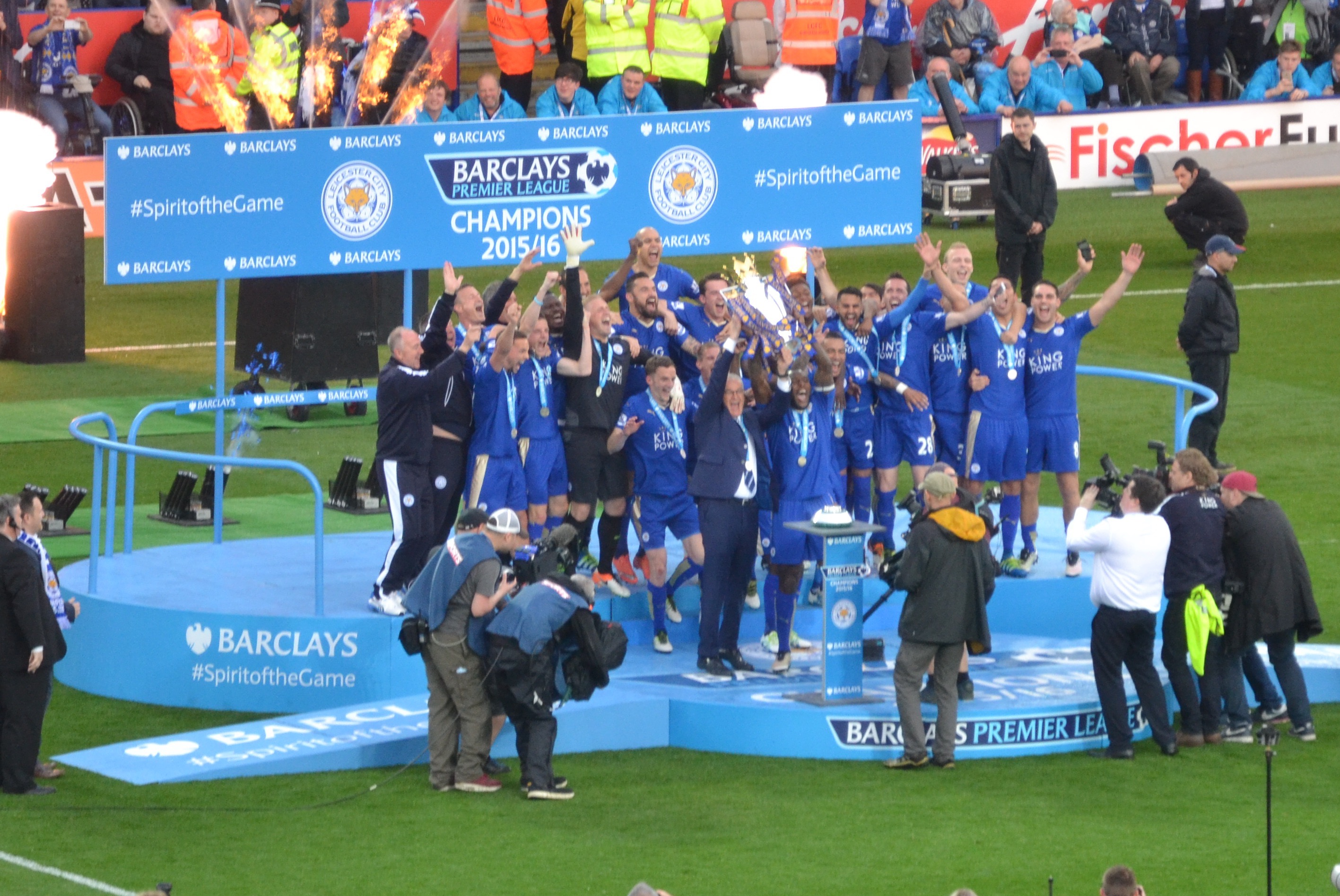
Чемпіони сезону 2015/16! Раньєрі та Морган підіймають трофей

Сезон 2015/16, який став справжньою казкою не тільки для Лестера, а для всього світу, розпочався з усунення Пірсона з посади головного тренера. Таким чином, станом на 30 червня 2015 року Найджел остаточно позбувся роботи в «Лестер Сіті». Як стверджували офіційні представники клубу: «робочі відносини між Найджелом та акціонерами більш не є життєздатними». Що ховається за цією розпливчатою фразою, «Кінг Павер» не уточнив, але за даними деяких джерел, 51-річний тренер був звільнений не з футбольних причин. Явною причиною була втрата репутації клубу після скандалу, пов'язаного з гравцями «Лестера», в тому числі й з сином Пірсона. Тоді клуб розірвав контракти з учасниками секс-оргії в Таїланді.
Влітку 2015 року на посаду головного тренера «Лестера» був призначений досвідчений італійський фахівець Клаудіо Раньєрі. Призначення було сприйнято неоднозначно, а деякими навіть зневажливо. Перед початком сезону футбольні експерти сходилися на думці, що головним завданням команди буде збереження місця в Прем'єр-лізі, деякі пророкували команді виліт з Прем'єр-ліги. Букмекерські контори перед стартом чемпіонату приймали ставки на чемпіонство «Лестера» з коефіцієнтом 5000, тобто математично ймовірність чемпіонства оцінювалася як мізерно мала.
Однак, під керівництвом Раньєрі команда змінилася і почала серйозну боротьбу за чемпіонство, підійшовши до Нового року як одноосібний лідер чемпіонату. Головними зірками команди в цей час стали нападник Джеймі Варді, півзахисники Ріяд Махрез і Н'Голо Канте. 10 квітня 2016 року, завдяки перемозі в 33-му турі над «Сандерлендом», укупі з поразкою «Манчестер Юнайтед» від «Тоттенгему», «Лестер Сіті» вперше у своїй історії отримав право виступити в Лізі чемпіонів. 2 травня 2016 року, після нічийного рахунку 2:2 в матчі «Челсі» — «Тоттенгем», «Лестер Сіті» вперше у своїй історії став чемпіоном Англії. Це перше за 38 років чемпіонство команди, яка ще жодного разу не вигравала головний турнір Англії (до цього в 1978 році чемпіоном першого разу став «Ноттінгем Форест», що також вийшов з третього дивізіону).
Лідери чемпіонату протягом сезону:

### Сезон 2016/17

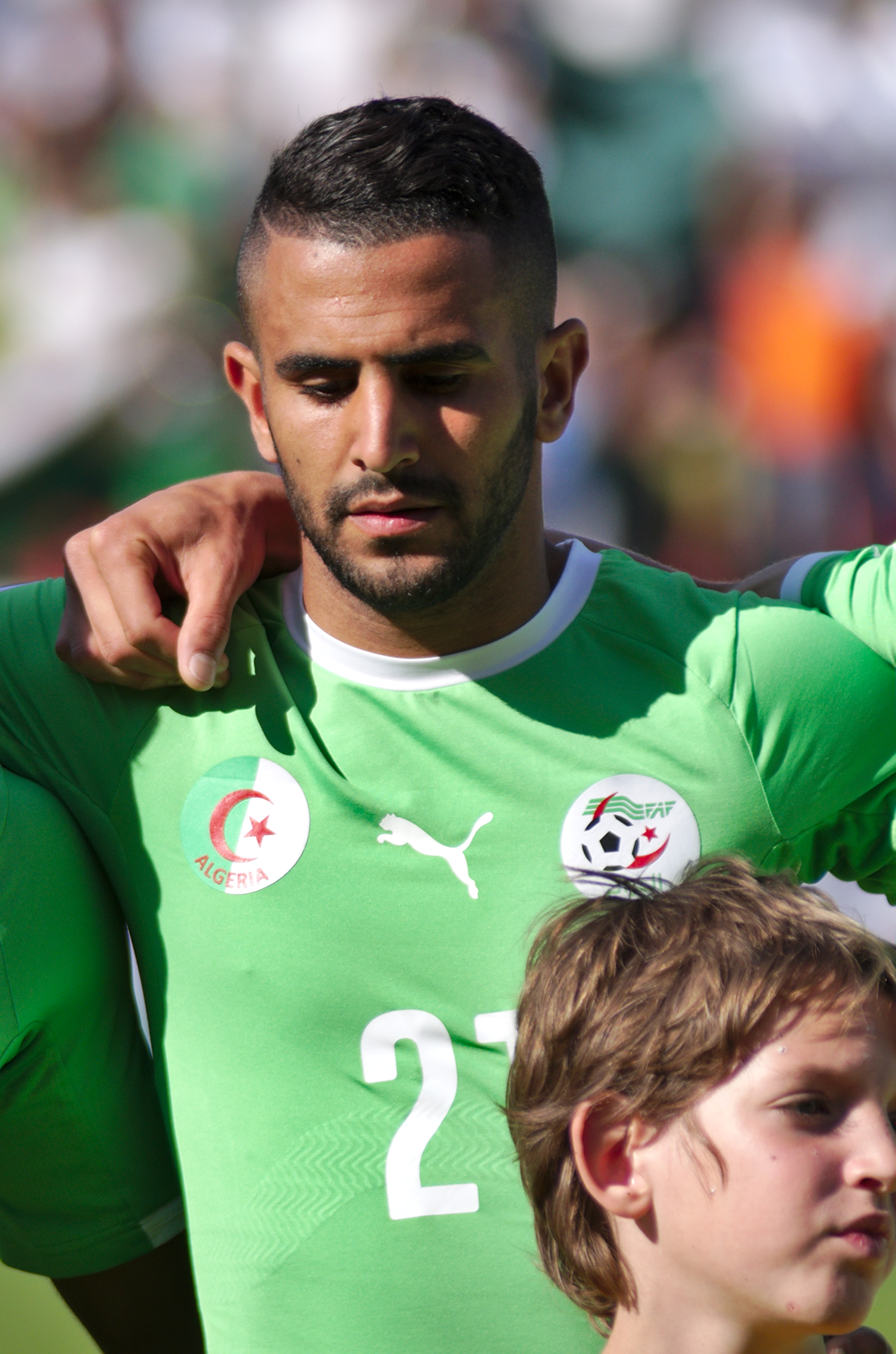
Ріяд Махрез

Вже як чемпіон англійської Прем'єр-ліги, влітку 2016 року, «Лестер Сіті» був запрошений до Міжнародного кубка чемпіонів, де мав змогу перевірити свої сили в матчах проти команд топрівню. Ці зустрічі носили виключно товариський характер, але, згідно з регламентом турніру, за сумою всіх матчів визначався переможець. Товариський міжнародний футбольний клубний турнір проходив з 22 липня по 13 серпня 2016 року в США, Китаї, Австралії, Англії, Шотландії, Ірландії та Швеції. У ньому взяли участь 17 команд, включаючи «Лестер». Таким чином «лисиці» повинні були провести матчі проти «Селтіка», «Парі Сен-Жермен» та каталонської «Барселони». У першому двобої відбулася рівна гра: рахунок відкрив прицільний удар з правого флангу Ріяда Махреза, але опонентам вдалося зрівняти шанси на перемогу. Основний час закінчився з рахунком 1:1. Відповідно до правил турніру, гравців очікувала серія пенальті, в якій «лисиці» не помилилися жодного разу, а Касперу Шмейхелю було достатньо врятувати свої ворота лише від одного удару — 5:6, перемога команди Лестера. Другий матч було проведено на іншому контингенті, в Каліфорнії, проти «ПСЖ». В цьому двобої парижани не залишили будь-яких шансів для «Лестер Сіті» ще в першому таймі — 2:0, і ще ж стільки голів було забито у ворота Шмейхеля в другому — 4:0, «Лестер» залишив Сполучені Штати Америки без жодного забитого голу. У Стокгольмі відбулася зустріч з чемпіоном іспанської Прімери — Барселоною: вже в першому таймі каталонці повели в рахунку, і по завершенню 45 хвилин вели 3:0. Другий тайм розпочався для «лисиць» результативніше: Ахмед Муса, якого клуб придбав цього трансферного вікна, оформив дубль у ворота «Барси» та створив інтригу навколо цього матчу. Команда поступилася з рахунком 4:2, в підсумку набравши за три зустрічі лише 2 очки.
Після «міжнародного туру», 7 серпня 2016 року «Лестер Сіті» зустрівся з володарем Кубку Англії — «Манчестер Юнайтед» у матчі за Суперкубок Англії. Перемогу здобули «манкуніанці» з рахунком 2:1.
Ще до свого старту англійська Прем'єр-ліга сезону 2016/17 стала чи не головною темою для обговорення у світі футболу. Тріумфальне чемпіонство «Лестер Сіті» надихнуло всі команди працювати на повну потужність, адже «лисиці» довели, що шанс на успіх має кожен. Це стало чи не однією з головних причин для власників найтитулованіших клубів задуматись над підсиленням своїх команд новими гравцями та тренерськими штабами. То ж вислів пана Моурінью про себе ж самого — «Special One», тепер можна було трактувати як «Special Everyone», адже в одному чемпіонаті зійшлися такі футбольні менеджери-гіганти як: Пеп Гвардіола, Жозе Моурінью, Антоніо Конте, Арсен Венгер, Роналд Куман, Юрген Клопп, Маурісіо Почеттіно, Славен Билич та, звісно ж, Клаудіо Раньєрі.
Перший матч нового сезону «Лестер Сіті» почав з гостьової зустрічі проти новачка елітного дивізіону — «Галл Сіті». Букмекери прогнозували перемогу команді Раньєрі, але насправді все виявилося навпаки. «Лисиці» поступилися з рахунком 2:1 та стали першими чемпіонами в історії англійської Прем'єр-ліги, хто в наступному сезоні в першому турі зазнав поразки.
Після десятого туру чемпіонату «лисиці» займали положення в другій половині турнірної таблиці, відігравши без поразок на домашньому «Кінг Павер», але не здобувши жодної перемоги в гостях. Не дивлячись на нерезультативну гру в Прем'єр-лізі, «Лестер Сіті» показував максимум в Лізі чемпіонів, зайнявши після першого кола провідну позицію у своїй групі, як результат — три перемоги з трьох матчах та жодного пропущеного м'яча. Каспер Шмейхель отримав травму — перелом руки та був замінений Робертом Цилером ще в кінці першого тайму. В цьому матчі жодна з команд не забила голів, а Каспер вибув на декілька тижнів.
У наступних чотирьох матчах Прем'єр-ліги було здобуто лише 1 очко, коли гості з «Мідлсбро» у відповідь на дубль Негредо пропустили два м'ячі у свої ворота. Обидва голи були забиті з пенальті. «Лестер Сіті» став командою, яка в ранзі чинного чемпіона видала один з найгірших стартів сезону за всю історію чемпіонату.
На початку грудня було проведено останній груповий матч Ліги чемпіонів проти португальського «Порту». Ніякого турнірного значення для «Лестера» він не мав, команда виходила в плей-оф з першої сходинки при будь-якому розкладі, тому Клаудіо Раньєрі надав змогу футболістам основи перепочити, замінивши їх дублем. Цей факт вплинув і на результат — 5:0, перша поразка гостей в цьому турнірі. Після, було проведено жеребкування, в якому «Лестер Сіті» випав п'яти разовий переможець Ліги Європи — іспанський клуб «Севілья».
Відразу після виїзного матчу ЛЧ розпочинався 15-й тур англійської Прем'єр-ліги. До «Кінг Павер» прибув «Манчестер Сіті». Ця гра проводилася при сильній зливі, досить типовій для Лестерширу. Вже на початку, після 5-ї хвилини, неочікувано для всіх, «Лестер» повів у рахунку — 2:0, а перший тайм закінчився ще одним взяттям воріт Клаудіо Браво. Остаточний рахунок становив 4:2, а Джеймі Варді забив свій перший хет-трик в Прем'єр-лізі.
Провівши ще 8 матчів в основному чемпіонаті, «Лестер Сіті» здобув перемогу лише в одному, і за весь час забив лише три голи у двох матчах. Така низька результативність вплинула на турнірне положення не найкращим чином. Команду Раньєрі відділяло від зони вильоту лише 2 очки. Кубок Футбольної ліги для «Лестер Сіті» закінчився ще в третьому раунді в грі проти «Челсі» (2:4), а боротьба за Кубок Англії продовжилась завдяки вольовій перемозі в Ліверпулі в грі проти «Евертона» (1:2) та нічиї проти «Дербі Каунті» (2:2), де остання передбачала перегравання. Дивлячись на надто тісний розклад матчів, в основному складі на цю гру було заявлено гравців, в переважній більшості, які мали недостатньо ігрової практики. Сам матч закінчився перемогою «лисиць» в компенсований час з рахунком 3:1. Однак в наступному колі команда поступилася «Міллволлу» з рахунком 1:0 та вибуває з турніру.
У гостьовому матчі проти «Севільї» «лисиці» також зазнають фіаско, але гол Джеймі Варді в другій половині матчу зберігає шанси пройти далі — 2:1. Цей результат, а також факт того, що команда знаходиться в одному кроці від зони вильоту в національному чемпіонаті, змусили керівництво клубу розглянути варіант щодо усунення Клаудіо Раньєрі з посади головного тренера. 23 лютого 2017 року найкращого тренера 2016 року за версією BBC Sports  було звільнено. Гарі Лінекер схарактеризував цю подію як «дуже сумну» та «несподівану», а Жозе Моурінью висловив підтримку Клаудіо та зробив акцент у своїй промові на «егоїстичних гравців». Кілька днів по тому почали з'являтися чутки, що гравці зустрічалися з власниками клубу, щоб обговорити звільнення Раньєрі без його безпосередньої присутності.
Менш ніж через тиждень після того, як Раньєрі був звільнений, колишній асистент Крейг Шекспір посів посаду тимчасово виконувача обов'язки головного тренера, та у своєму ж першому матчі на чолі «Лестера» виграв 3:1 проти «Ліверпуля» завдяки дублю Варді. В наступній грі Шекспір привів команду до перемоги над «Галл Сіті» з аналогічним рахунком. Зважаючи на позитивні зміни, власники клубу вирішили залишити Крейга як головного тренера до кінця цього сезону. Вже на чолі з новим тренером, «Лестер Сіті» вдалося здобути перемогу з рахунком 2:0 у матчі-відповіді проти іспанської «Севільї» і пройти у чвертьфінал Ліги Чемпіонів. Однак на цьому європейське турне для них закінчилося — «лисиці» поступилися 2:1 за сумою двох матчів мадридському «Атлетіко».
Покращились результати й в Прем'єр-лізі. Крейг Шекспір став третім тренером, який виграв п'ять дебютних матчів в АПЛ. Завдяки цьому, команда здійнялася в середину турнірної таблиці та гарантувала собі прописку в вищому дивізіоні на наступний сезон.

## Кольори, емблема та традиції

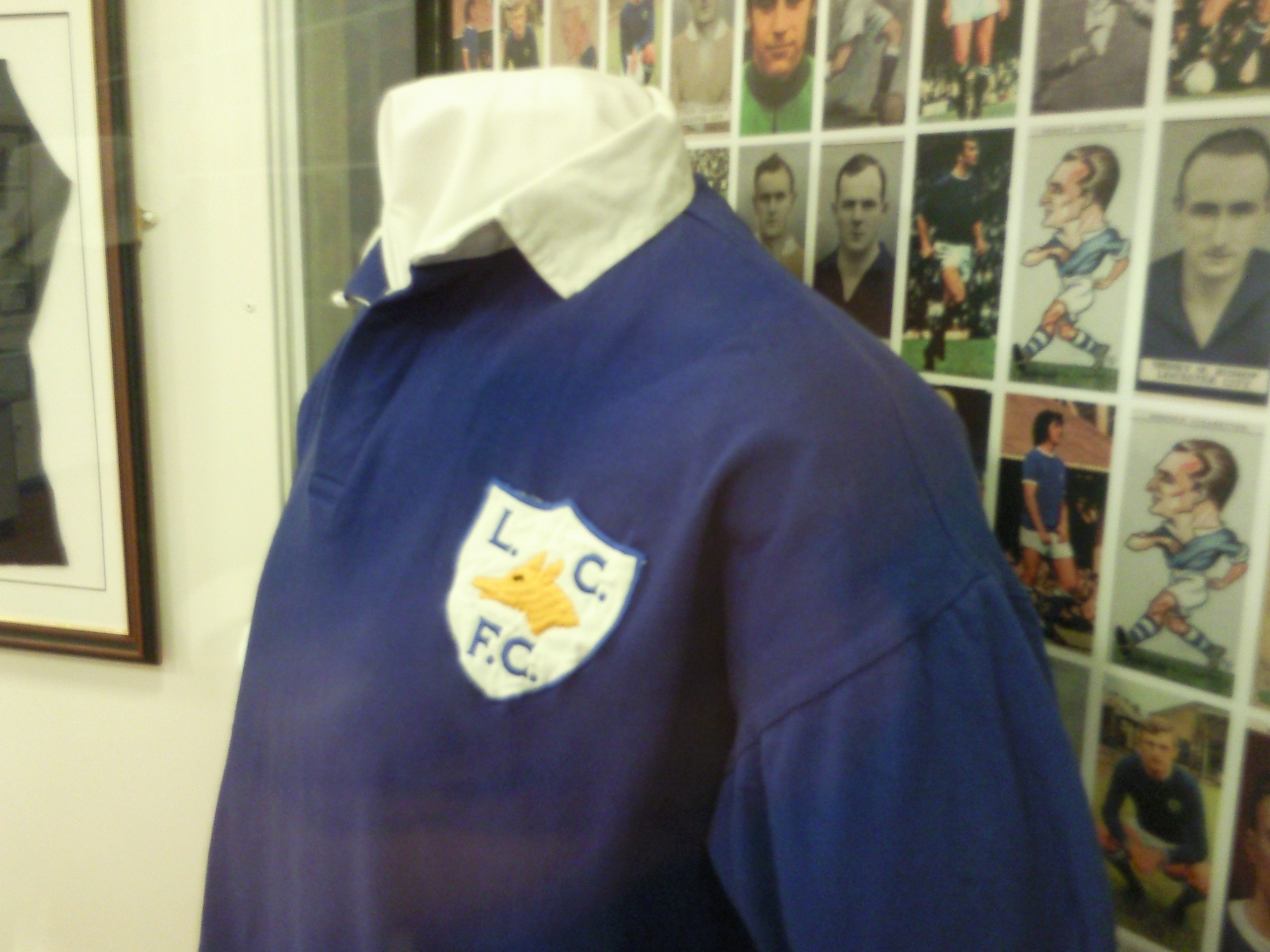
Форма «Лестер Сіті», 1948 рік.

Домашніми кольорами протягом всієї історію клубу вважались королівський синій та білий. Перший спонсорський логотип розміщений на футболках «Лестера», став логотип Ind Coope в 1083 році. Walkers Crisps спонсорував клуб досить тривалий час з 1987 до 2001.
Зображення лисиці вперше з'явилося на емблемі клубу в 1948 році, мотивуючи це тим, що Лестершир, в першу чергу, відомий полюванням на лисиць. Звідси й походить прізвисько «лисиці». Клубним талісманом вважається «Філберт Фокс». Існують також і другорядні персонажі, як «Віккі Віксен» та «Кузен Деніс». Поточна емблема використовується починаючи з 1992 року, на якій зображено голову лисиці в анфас на фоні квітки — білий перстач, яка також зображена на гербу міста Лестер. Протягом сезону 2009/10, коли була 125-річниця клубу, домашня форма була без спонсорського логотипа, а під емблемою красувалася стрічка з надписом «125 Років». Лисиця на емблемі була дещо змінена. Нижня щелепа та вуха стали білого кольору, а коло, розміщене навколо неї, — вилучено.
В знак поваги до місцевих традицій полювання Лестерширу, в 1941 році клуб запровадив, щоб на кожному домашньому матчі, під час коли команди виходять на поле, грав Поштовий ріжок. Сьогодні ця традиція дещо змінилася, і гру ріжка можна почути перед початком другої половини матчу. «Лисиці ніколи не здаються» — це девіз клубу, який розміщено над входом в тунель, через який команди виходять на поле.
8 липня 2016 року клуб презентував свою третю запасну форму на сезон 2016/17. Вона буде використовуватися в матчах Ліги чемпіонів УЄФА 2016/17. При створенні цієї форми дизайнери надихалися варіантом зразка сезону 1983/84 років — чистий білий колір з тонкими вертикальними синіми смужками на футболці.

## Хронологія виступів в чемпіонатах
З моменту вступу до Футбольної ліги в 1894 році, «Лестер Сіті» більшу частину своїх ігор провів граючи в перших двох лігах країни. Станом на 2016, «Лестер» лише одного разу вилітав за межі найкращих 2: після вильоту з Чемпіоншипа протягом сезону 2008/09 вони грали в Першій лізі, третій за значущістю. Але швидко повернулися як чемпіони. Нижче Першої ліги «Лестер Сіті» не грав.
| - 1894—1908 Другий дивізіон (Л2) - 1908—1909 Перший дивізіон (Л1) - 1909—1915 Другий дивізіон (Л2) - 1919—1925 Другий дивізіон (Л2) - 1925—1935 Перший дивізіон (Л1) - 1935—1937 Другий дивізіон (Л2) | - 1937—1939 Перший дивізіон (Л1) - 1946—1954 Другий дивізіон (Л2) - 1954—1955 Перший дивізіон (Л1) - 1955—1957 Другий дивізіон (Л2) - 1957—1969 Перший дивізіон (Л1) - 1969—1971 Другий дивізіон (Л2) | - 1971—1978 Перший дивізіон (Л1) - 1978—1980 Другий дивізіон (Л2) - 1980—1981 Перший дивізіон (Л1) - 1981—1983 Другий дивізіон (Л2) - 1983—1987 Перший дивізіон (Л1) - 1987—1992 Другий дивізіон (Л2) | - 1992—1994 Перший дивізіон (Л2) - 1994—1995 Прем'єр-ліга (Л1) - 1995—1996 Перший дивізіон (Л2) - 1996—2002 Прем'єр-ліга (Л1) - 2002—2003 Перший дивізіон (Л2) - 2003—2004 Прем'єр-ліга (Л1) | - 2004—2008 Чемпіоншип (Л2) - 2008—2009 Перша ліга (Л3) - 2009—2014 Чемпіоншип (Л2) - 2014—2023 Прем'єр-ліга (Л1) - 2023- Чемпіоншип (Л2) |

 Л1 — перша ліга за значущістю; Л2 — друга ліга за значущістю; Л3 — третя ліга за значущістю.
- Кількість сезонів, проведених в першій за значущістю лізі: 48
- Кількість сезонів, проведених в другій за значущістю лізі: 63
- Кількість сезонів, проведених в третій за значущістю лізі: 1
- Кількість сезонів, проведених в четвертій за значущістю лізі: 0

## Виступи на європейській арені
| Сезон   | Турнір                      | Етап | Суперник         | 1-й матч | 2-й матч |
| ------- | --------------------------- | ---- | ---------------- | -------- | -------- |
| 1961/62 | Кубок володарів кубків УЄФА | КР   | Гленавон         | 1:4      | 3:1      |
| 1961/62 | Кубок володарів кубків УЄФА | 1Р   | Атлетіко Мадрид  | 1:1      | 2:0      |
| 1997/98 | Кубок УЄФА                  | 1Р   | Атлетіко Мадрид  | 2:1      | 0:2      |
| 2000/01 | Кубок УЄФА                  | 1Р   | Црвена Звезда    | 1:1      | 3:1      |
| 2016/17 | Ліга чемпіонів УЄФА         | ГЕ   | Брюгге           | 0:3      | 2:1      |
| 2016/17 | Ліга чемпіонів УЄФА         | ГЕ   | Порту            | 1:0      | 5:0      |
| 2016/17 | Ліга чемпіонів УЄФА         | ГЕ   | Копенгаген       | 1:0      | 0:0      |
| 2016/17 | Ліга чемпіонів УЄФА         | 1/8  | Севілья          | 2:1      | 2:0      |
| 2016/17 | Ліга чемпіонів УЄФА         | 1/4  | Атлетіко Мадрид  | 1:0      | 1:1      |
| 2020/21 | Ліга Європи УЄФА            | ГЕ   | Брага            | 4–0      | 3–3      |
| 2020/21 | Ліга Європи УЄФА            | ГЕ   | АЕК (Афіни)      | 2–0      | 2–1      |
| 2020/21 | Ліга Європи УЄФА            | ГЕ   | Зоря (Луганськ)  | 3–0      | 0–1      |
| 2020/21 | Ліга Європи УЄФА            | 1/16 | Славія (Прага)   | 0–2      | 0–0      |
| 2021/22 | Ліга Європи УЄФА            | ГЕ   | Наполі           | 2–3      | 2–2      |
| 2021/22 | Ліга Європи УЄФА            | ГЕ   | Спартак (Москва) | 1–1      | 4–3      |
| 2021/22 | Ліга Європи УЄФА            | ГЕ   | Легія            | 3–1      | 0–1      |

Примітки:
- КР — кваліфікаційний раунд
- 1Р — перший раунд
- ГЕ — груповий етап

## Виступи на міжнародних змаганнях
| Сезон   | Турнір                      | Суперник        | Результат |
| ------- | --------------------------- | --------------- | --------- |
| 2016/17 | Міжнародний кубок чемпіонів | Селтік          | 1:1 (5:6) |
| 2016/17 | Міжнародний кубок чемпіонів | Парі Сан-Жермен | 4:0       |
| 2016/17 | Міжнародний кубок чемпіонів | Барселона       | 4:2       |

## Стадіон

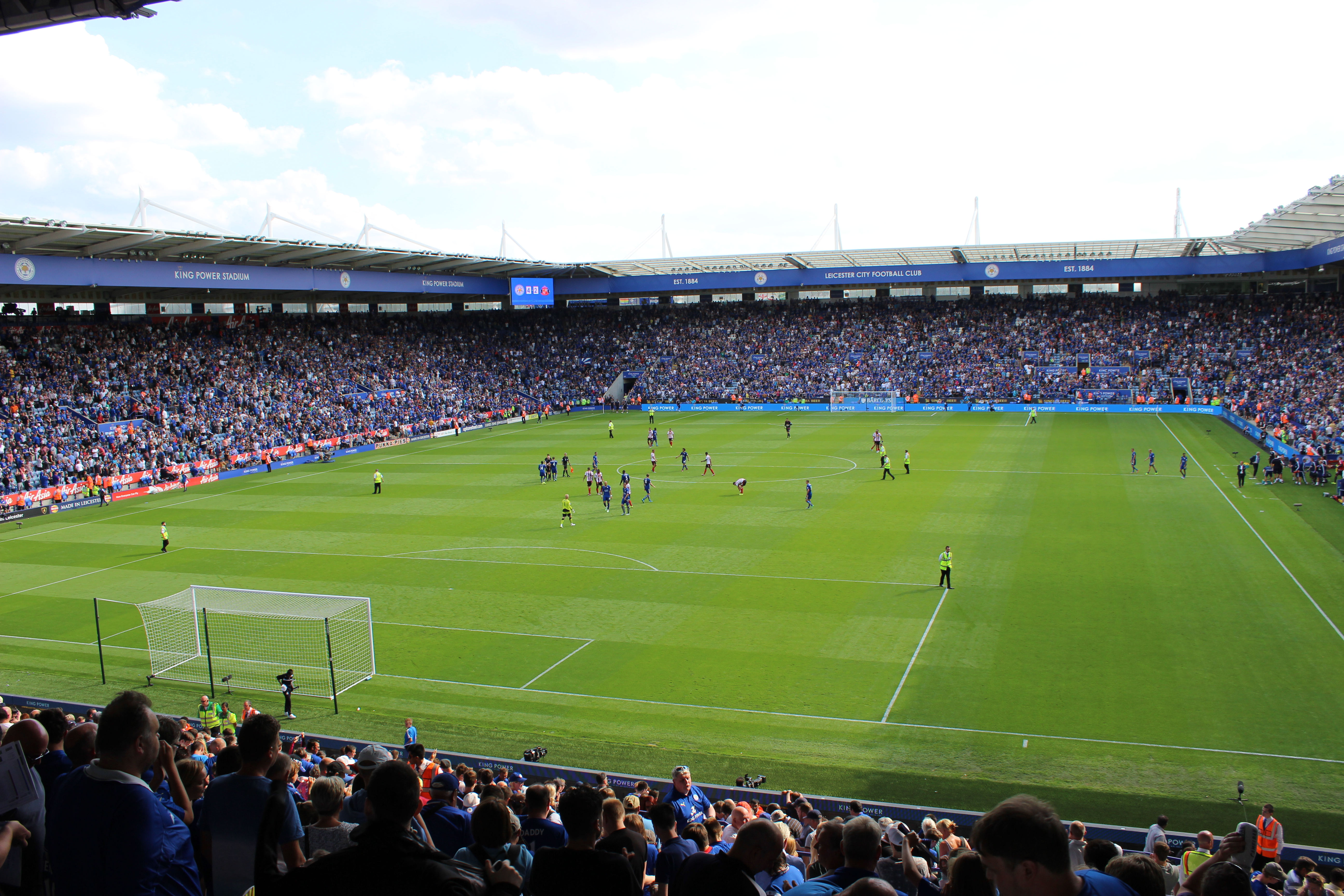
«Кінг Павер»

З початку свого існування, «Лестер» грав на багатьох полях, але по-справжньому домашніми стали лише два стадіони. Так, свої перші ігри «лисиці» проводили на полі поблизу «Фосс Роуд», звідки й пішла першочергова назва клубу — «Лестер Фосс». Потім вони переїхали до парку Вікторія, та згодом до «Белгрейв Роуд». Після отримання статусу професійного клубу, команда змінила прописку на «Мілл Лейн». Але й там «лисиці» не затрималися, і після виселення осіли на полі «Каунді Крікет». І, нарешті, в 1891 році «Лестер Фосс» знайшов собі постійний притулок — стадіон «Філберт Стріт» на якому грав протягом 111 років.
Згодом клуб переїхав зі стадіону на «Філберт Стріт» у 2002 році на новий, що має 32 500 місць. Стадіон спочатку називався «Філберт Вей» і пізніше був перейменований в «Вокерс Стедіум» у зв'язку з угодою з виробником харчових продуктів Вокерз (найпопулярнішим продуктом є чипси).
7 серпня 2011 року стадіон отримав назву «Кінг Павер» рішенням власника клубу та King Power Group Вішаї Шрівадданапрабха. Ложі стадіону носять імена колишніх гравців: Гарі Лінекера, Гордона Бенкса, Адама Блека, Артура Чандлера, Артура Ровлі, Сепа Сміта, Кейта Веллера та головного тренера Джиммі Блумфілда.

## Склад
Станом на 29 травня 2025
| №  | Поз. | Нац.    | Гравець                |
| -- | ---- | ------- | ---------------------- |
| 1  | ВР   | Уельс   | Денні Ворд             |
| 2  | ЗХ   | Англія  | Джеймс Джастін         |
| 3  | ЗХ   | Бельгія | Ваут Фас               |
| 4  | ЗХ   | Англія  | Конор Коуді            |
| 5  | ЗХ   | Італія  | Калеб Околі            |
| 6  | ПЗ   | Нігерія | Вілфред Ндіді          |
| 7  | НП   | Гана    | Абдул Іссахаку         |
| 8  | ПЗ   | Англія  | Гаррі Вінкс            |
| 9  | НП   | Англія  | Джеймі Варді (капітан) |
| 10 | НП   | Англія  | Стефі Мавідіді         |
| 11 | ПЗ   | Марокко | Біляль Ель-Ханнус      |
| 14 | НП   | Ямайка  | Боббі Декордова-Рід    |
| 16 | ЗХ   | Данія   | Віктор Крістіансен     |
| 18 | НП   | Гана    | Джордан Аю             |

| №  | Поз. | Нац.       | Гравець         |
| -- | ---- | ---------- | --------------- |
| 20 | НП   | Замбія     | Патсон Дака     |
| 21 | ЗХ   | Португалія | Рікарду Перейра |
| 22 | ПЗ   | Англія     | Олівер Скіпп    |
| 23 | ЗХ   | Данія      | Яннік Вестергор |
| 24 | ПЗ   | Франція    | Бубакарі Сумаре |
| 25 | ЗХ   | Франція    | Войо Кулібалі   |
| 30 | ВР   | Данія      | Мадс Германсен  |
| 31 | ВР   | Данія      | Даніель Іверсен |
| 33 | ЗХ   | Англія     | Люк Томас       |
| 34 | ПЗ   | Англія     | Майкл Голдінг   |
| 35 | НП   | Ірландія   | Кейсі Макатір   |
| 41 | ВР   | Польща     | Якуб Столарчик  |
| 91 | НП   | Англія     | Джейк Еванс     |
| 93 | НП   | Англія     | Джеремі Монга   |

## Статистика гравців

### Кращі бомбардири клубу в історії
| №   | Ім'я              | Роки виступів | Голи |
| --- | ----------------- | ------------- | ---- |
| 1.  | Артур Чендлер     | 1923-1935     | 273  |
| 2.  | Артур Роулі       | 1950-1958     | 265  |
| 3.  | Джеймі Варді      | 2012-н.ч.     | 164  |
| 4.  | Ерні Хайн         | 1926-1932     | 156  |
| 5.  | Дерек Хайнс       | 1948-1961     | 117  |
| 6.  | Артур Локхед      | 1925-1934     | 114  |
| 7.  | Гарі Лінекер      | 1978-1985     | 103  |
| 8.  | Майк Стрінгфеллоу | 1962-1975     | 97   |
| 9.  | Джонні Дункан     | 1922-1930     | 95   |
| 10. | Джиммі Волш       | 1956-1964     | 91   |

### Капітани
| Термін    | Прізвище та ім'я |
| --------- | ---------------- |
| 1987–1992 | Елай Моклен      |
| 1992–1993 | Стів Волш        |
| 1993–1994 | Гері Мілс        |
| 1995–1996 | Гаррі Паркер     |
| 1996–1999 | Стів Волш        |
| 1999-2005 | Метт Елліотт     |
| 2005–2006 | Денні Тіатто     |
| 2006–2007 | Патрік Маккарті  |
| 2007–2008 | Стівен Клеменс   |
| 2008–2011 | Метт Оуклі       |
| 2011–2012 | Метт Міллс       |
| 2012–2021 | Вес Морган       |
| 2012–2022 | Каспер Шмейхель  |
| 2022–     | Джеймі Варді     |

### Гравець року
Гравець року «Лестер Сіті» — це номінація, переможець якої обирається в кінці кожного футбольного сезону вболівальниками клубу.
| Сезон   | Переможець     |
| ------- | -------------- |
| 1987/88 | Стів Волш      |
| 1988/89 | Алан Перис     |
| 1989/90 | Гері Мілс      |
| 1990/91 | Тоні Джеймс    |
| 1991/92 | Гері Мілс      |
| 1992/93 | Колін Гілл     |
| 1993/94 | Саймон Грейсон |
| 1994/95 | Кевін Пул      |
| 1995/96 | Гаррі Паркер   |
| 1996/97 | Саймон Грейсон |
| 1997/98 | Метт Елліотт   |
| 1998/99 | Тоні Котті     |
| 1999/00 | Геррі Таггарт  |
| 2000/01 | Роббі Севедж   |

| Сезон   | Переможець        |
| ------- | ----------------- |
| 2001/02 | Роббі Севедж      |
| 2002/03 | Пол Дікав         |
| 2003/04 | Лес Фердінанд     |
| 2004/05 | Денні Тіатто      |
| 2005/06 | Ісландія          |
| 2006/07 | Іан Г'юм          |
| 2007/08 | Річард Стерман    |
| 2008/09 | Стів Говард       |
| 2009/10 | Джек Гоббс        |
| 2010/11 | Річі Велленс      |
| 2011/12 | Каспер Шмейхель   |
| 2012/13 | Вес Морган        |
| 2013/14 | Денні Дрінквотер  |
| 2014/15 | Естебан Камб'яссо |

| Сезон   | Переможець           |
| ------- | -------------------- |
| 2015/16 | Ріяд Махрез          |
| 2016/17 | Каспер Шмейхель      |
| 2017/18 | Гаррі Магвайр        |
| 2018/19 | Рікарду Перейра      |
| 2019/20 | Джеймі Варді         |
| 2020/21 | Юрі Тілеманс         |
| 2021/22 | Джеймс Меддісон      |
| 2022/23 | Келечі Іхеаначо      |
| 2023/24 | Кірнан Дьюзбері-Голл |

### Зал слави англійського футболу
Цей список охоплює гравців, що грали за «Лестер Сіті» та були включені до Залу слави англійського футболу:
- Гордон Бенкс 2002[29]
- Пітер Шилтон 2002[29]
- Гарі Лінекер 2003[30]
- Дон Реві 2004 (як тренер)[31]
- Френк Маклінток 2009[32]

### 100 легенд Футбольної ліги
100 легенд Футбольної ліги — список «100 легендарних футболістів», складений Футбольною лігою в 1998 році, на честь 100-річного ювілею Футбольної ліги Англії. У нього включалися гравці незалежно від національної приналежності та громадянства, єдиним критерієм був виступ в рамках Футбольної ліги або Прем'єр-ліги. Останнім дієвим футболістом з цього списку був Раян Гіггз, який оголосив про завершення кар'єри у 2014 році. Нижче наведені прізвища гравців «Лестер Сіті», яких також було зараховано до складу «100 легенд»:
- Артур Роулі[33]
- Гордон Бенкс[33]
- Френк Маклінток[33]
- Пітер Шилтон[33]
- Гарі Лінекер[33]

## Трофеї та досягнення

### Національні
- Перший дивізіон / Прем'єр-ліга
  -  Чемпіон (1): 2015/16
  -  Віце-чемпіон (1): 1928/29

- Другий дивізіон / Чемпіонат Футбольної Ліги
  -  Чемпіон (8): 1924/25, 1936/37, 1953/54, 1956/57, 1970/71, 1979/80, 2013/14, 2023/24
  -  Віце-чемпіон (2): 1907/08, 2002/03

- Третій дивізіон / Перша Футбольна ліга
  -  Чемпіон (1): 2008/09

- Кубок Футбольної асоціації
  -  Володар (1): 2020/21
  -  Фіналіст (4): 1948/49, 1960/61, 1962/63, 1968/69

- Кубок Футбольної ліги
  -  Володар (3): 1963/64, 1996/97, 2000
  -  Фіналіст (2): 1964/65, 1998/99

- Суперкубок Англії
  -  Володар (2): 1971, 2021
  -  Фіналіст (1): 2016

## Тренерський штаб
До призначення, після закінчення Першої світової війни, в 1919 році Пітера Годжа на посаду головного тренера, клуб не мав офіційного наставника. Умовно, ця посада існувала, але її функції виконував селекційний відділ та рада директорів. Саме Годж був тим, хто ввів в клуб нову систему, коли менеджер має контролювати підбір гравців, персоналу, тактику. Хоча Годж офіційно обіймав посаду «секретаря/менеджера», його заведено вважати першим офіційним головним тренером «Лестера».
За всю історію клубу його очолювали 9 секретарів/менеджерів та 34 головні тренери. Нижче приведено хронологію змін в тренерському штабі «лисиць».

### Головні тренери
(Примітка: Протягом сезону 1986/87 Ґордон Майлн та Браян Гамільтон працювали в штабі «Лестер Сіті» на посадах «Головного тренера» та «Командного тренера» відповідно)
| Термін    | Прізвище та ім'я             | Примітки                                                                       |  |
| --------- | ---------------------------- | ------------------------------------------------------------------------------ |  |
| 1919–1926 | Пітер Годж                   | Другий дивізіон Футбольної ліги: Чемпіони 1924/25                              |  |
| 1926–1934 | Вільям Орр                   |                                                                                |  |
| 1932–1934 | Пітер Годж                   |                                                                                |  |
| 1934–1936 | Артур Локгед                 |                                                                                |  |
| 1936–1939 | Френк Вомак                  | Другий дивізіон Футбольної ліги: Чемпіони 1936/37                              |  |
| 1939–1945 | Том Бромілоу                 |                                                                                |  |
| 1945–1946 | Томас Меітер                 |                                                                                |  |
| 1946–1949 | Джонні Дункан                |                                                                                |  |
| 1949–1955 | Норман Баллок                | Другий дивізіон Футбольної ліги: Чемпіони 1953/54                              |  |
| 1955–1958 | Дейв Галлідей                | Другий дивізіон Футбольної ліги: Чемпіони 1956/57                              |  |
| 1958–1968 | Мет Гілліс                   | Кубок Футбольної ліги: Переможці 1964                                          |  |
| 1968–1971 | Френк О'Феррелл              | Другий дивізіон Футбольної ліги: Чемпіони 1970/71                              |  |
| 1971–1977 | Джиммі Блумфілд              |                                                                                |  |
| 1977–1978 | Френк Маклінток              |                                                                                |  |
| 1978–1982 | Джок Воллес                  | Другий дивізіон Футбольної ліги: Чемпіони 1979/80                              |  |
| 1982–1986 | Ґордон Майлн                 | Вийшли до Першого дивізіону Футбольної ліги: 1982/83                           |  |
| 1986–1987 | Ґордон Майлн Браян Гамільтон |                                                                                |  |
| 1987      | Браян Гамільтон              |                                                                                |  |
| 1987–1991 | Девід Пліт                   |                                                                                |  |
| 1991–1994 | Браян Літтл                  | Вийшли до Прем'єр-ліги: 1993/94                                                |  |
| 1994–1995 | Марк Макгі                   |                                                                                |  |
| 1995–2000 | Мартін О'Нілл                | Вийшли до Прем'єр-ліги: 1995/96. Кубок Футбольної ліги: Переможці 1997 та 2000 |  |
| 2000–2001 | Пітер Тейлор                 |                                                                                |  |
| 2001–2002 | Дейв Бассетт                 |                                                                                |  |
| 2002–2004 | Мікі Адамс                   |                                                                                |  |
| 2004–2006 | Крейг Левейн                 |                                                                                |  |
| 2006–2007 | Роб Келлі                    |                                                                                |  |
| 2007      | Мартін Аллен                 |                                                                                |  |
| 2007      | Гері Мегсон                  |                                                                                |  |
| 2007–2008 | Іан Голловей                 |                                                                                |  |
| 2008–2010 | Найджел Пірсон               | Перша ліга: Чемпіони 2008/09.                                                  |  |
| 2010      | Паулу Соза                   |                                                                                |  |
| 2010–2011 | Свен-Йоран Ерікссон          |                                                                                |  |
| 2011–2015 | Найджел Пірсон               | Чемпіоншип: Чемпіони 2013/14.                                                  |  |
| 2015–2017 | Клаудіо Раньєрі              | Прем'єр-ліга: Чемпіони 2015/16                                                 |  |
| 2017      | Крейг Шекспір                |                                                                                |  |
| 2017–2019 | Клод Пюель                   |                                                                                |  |
| 2019      | Майк Стоуелл Адам Седлер     |                                                                                |  |
| 2019–2023 | Брендан Роджерс              | Кубок Англії: Переможці 2020/21, Суперкубок Англії: Переможці 2021             |  |
| 2023      | Майк Стоуелл Адам Седлер     |                                                                                |  |
| 2023      | Дін Сміт                     |                                                                                |  |
| 2023–2024 | Енцо Мареска                 | Чемпіоншип: Чемпіони 2023/24                                                   |  |
| 2024–     | Стів Купер                   |                                                                                |  |

## Клубний персонал
| Члени Ради Директорів          | Члени Ради Директорів    |
| Посада                         | Прізвище та ім'я         |
| ------------------------------ | ------------------------ |
| Президент                      | Айяватт Шрівадданапрабха |
| Президент                      | Апічет Шріваддханапрабха |
| Генеральний директор           | Сьюзен Вілан             |
| фінансовий директор            | Саймон Кеппер            |
| Спортивний директор            | Джон Рудкін              |
| Операційний директор з футболу | Ендрю Невілл             |
| Операційний директор           | Ентоні Манді             |
| Директор зі стратегії          | Нік Оклі                 |
| Директор з комунікацій         | Ентоні Герліхі           |
| HR-директор                    | Ліам Долан-Барр          |
| Комерційний директор           | Ден Барнетт              |
| Генеральний юрисконсульт       | Метт Філліпс             |

| Тренерський штаб           | Тренерський штаб |
| Посада                     | Прізвище та ім'я |
| -------------------------- | ---------------- |
| Головний тренер            | Стів Купер       |
| Асистент головного тренера | Алан Тейт        |
| Тренер                     | Коло Туре        |
| Тренер з фізпідготовки     | Глен Дрісколл    |
| Тренер воротарів           | Майк Стоуелл     |
| Тренер                     | Адам Седлер      |
| Менеджер обладнання        | Пол Макендрю     |
| Менеджер комунікації       | Джон Сандерс     |